# Хар-Булук
Хар-Булук (калм. Хар Булг, ᡍᠠᠷᠠ ᡋᡇᠯᡇᡎ) — посёлок (сельского типа) в Целинном районе Калмыкии. Административный центр Хар-Булукского сельского муниципального образования.
Население — 783 человек (2012)
Основан в 1956 году

## Название
Название посёлка имеет калмыцкое происхождение и переводится как чистый источник (калм. хар - чистый (в значении без примесей) + калм. булуг - ключ, источник, родник)

## История
Основан в 1956 году. Большинство поселенцев составили бывшие жители исчезнувшего в период депортации калмыков села Ярта (находилось в балке Джурак). В 1957 году открылась начальная школа. В 1960 году школа преобразована в восьмилетнюю, в 1974 году - в среднюю. В 1985 году было построено новое типовое здание школы.

## Физико-географическая характеристика
Посёлок расположен на юго-западе Целинного района в пределах Ергенинской возвышенности. Общий уклон местности с севера на юг. На территории посёлка имеются родники и два пруда. Высота центра над уровнем моря - 116 м
По автомобильной дороге расстояние до столицы Калмыкии города Элисты 21 км (до центра города), до районного центра села Троицкое - 33 км. В 2 километрах от посёлка находится станция Хар-Булг железнодорожной ветки Дивное—Элиста.
Согласно классификации климатов Кёппена-Гейгера тип климата - влажный континентальный с умеренно холодной зимой и жарким летом. Среднегодовая температура воздуха - 9,5 °C, количество осадков - 345 мм.

## Население
| 2002 | 2010 | 2012 |
| ---- | ---- | ---- |
| 817  | ↗828 | ↘783 |

Национальный состав
Согласно результатам переписи 2002 года большинство населения посёлка составляли калмыки (66 %)

## Социальная инфраструктура
В посёлке имеется почтовое отделение. Среднее образование жители посёлка получают в Хар-Булукской средней общеобразовательной школе, дошкольное- в детском саду «Байр». Медицинское обслуживание жителей обеспечивают врачебная амбулатория и расположенная в селе Троицкое Целинная центральная районная больница.
Посёлок электрифицирован и газифицирован.

## Достопримечательности

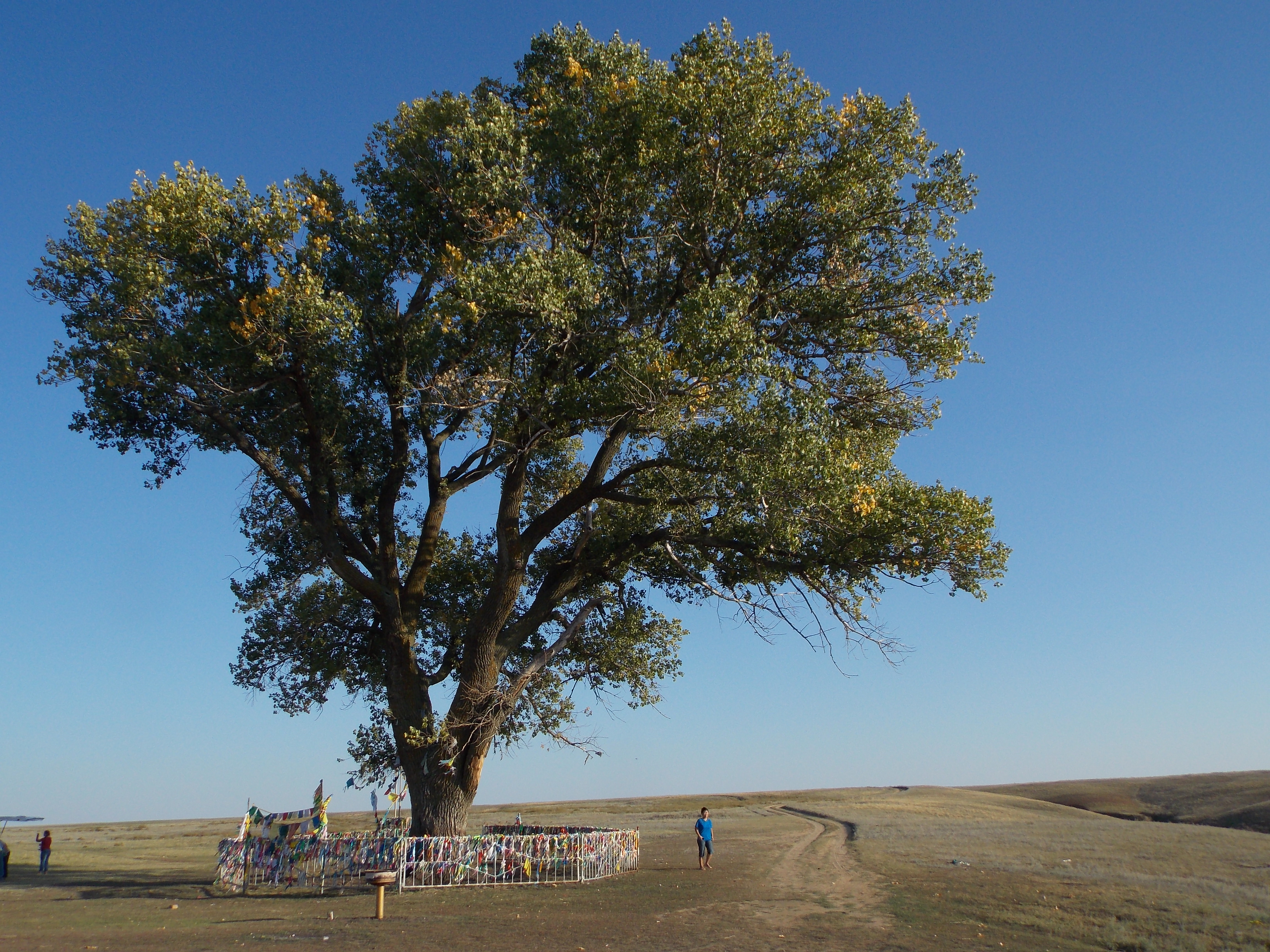
Одинокий тополь

- Богдохиновский хурул — открыт в 1994 году. Название связано с названием Богдохинского аймака и одного из калмыцких родов — богдахн. Богдын-шабинеры (термин шабинеры — от слова «шев» — послушник, ученик) являлись калмыков, приписанных к хурулу «Раши Лхунбо»[13]. Хар-Булукский хурул повторно открыт после капитального ремонта в 2004 году[14].
- В окрестностях села находится Одинокий тополь, являющийся памятником природы Калмыцкой Республики.